# Sułtanka amerykańska
Sułtanka amerykańska (Porphyrio martinica) – gatunek średniej wielkości ptaka z rodziny chruścieli (Rallidae). Nie wyróżnia się podgatunków.

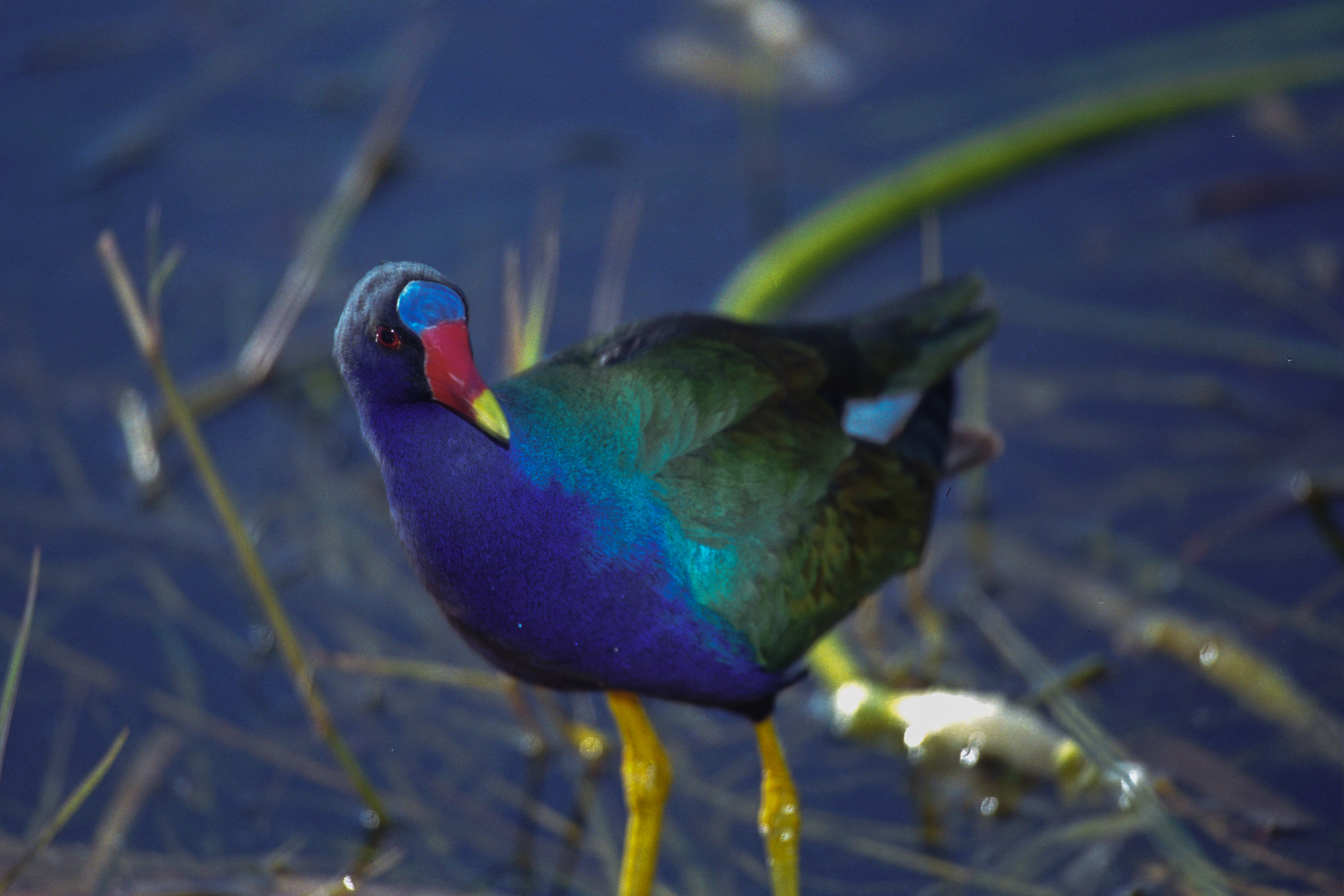
Sułtanka amerykańska – bagna Everglades (USA)

MorfologiaDługość ciała 27–36 cm, rozpiętość skrzydeł 50–55 cm. Masa ciała: samce 203–305 g, samice 142–291 g.
U obu płci głowa, szyja oraz spód ciała ciemnopurpurowe, przechodzące w kolor niebieski do brązowozielonego na plecach i skrzydłach. Pokrywy podogonowe białe. Dziób czerwony z żółtym końcem i jasnoniebieską płytką czołową. Nogi żółte z długimi palcami. Palce może rozkładać, co pomaga w chodzeniu po pływającej roślinności. Podczas lotu nogi zwisają bezwładnie.
Zasięg, środowiskoRzadko występuje na słodkowodnych mokradłach południowej części Ameryki Północnej i Karaibów do środkowej części Ameryki Południowej (aż po północną Argentynę). Północne populacje wędrowne, zimują w tropikalnych i subtropikalnych rejonach zasięgu występowania.
ZachowanieZobaczyć ją można wraz z kokoszkami i łyskami, lecz najczęściej pozostaje ukryta wśród roślinności.
Wyprowadza jeden lęg w sezonie. W zniesieniu zwykle 6–8 jaj, ich inkubacja trwa 20–23 dni. Pisklęta pokryte są czarnym puchem, są w stanie opuścić gniazdo już w pierwszym dniu po wykluciu. Ich karmieniem zajmują się oboje rodzice.
StatusIUCN uznaje sułtankę amerykańską za gatunek najmniejszej troski (LC, Least Concern) nieprzerwanie od 1988 roku. Organizacja Partners in Flight szacuje liczebność światowej populacji lęgowej na około 370 tysięcy osobników. Globalny trend liczebności uznawany jest za spadkowy.